# ويليام إل. ماك
ويليام إل. ماك هو سياسي كندي، ولد في 1 أبريل 1924، وتوفي في 17 فبراير 2009. حزبياً، نشط في الرابطة التقدمية المحافظة في ألبرتا ‏. وقد انتخب عضو الجمعية التشريعية ألبرتا.